# سالنتو (کامپانیا)
سالنتو (به ایتالیایی: Salento) یک کومونه در ایتالیا است که در استان سالرنو واقع شده‌است.

## خصوصیات
سالنتو ۲۳ کیلومترمربع مساحت و ۲٬۰۴۹ نفر جمعیت دارد و ۴۲۰ متر بالاتر از سطح دریا واقع شده‌است.